# Babiny Pohar
Babiny Pohar (ukr. Бабин Погар, Babyn Pohar) – szczyt górski we wschodnich Gorganach położony w rejonie nadwórniańskim ukraińskiego rejonu iwanofrankiwskiego.

## Geografia
Babiny Pohar wznosi się na wysokość 1449 m n.p.m. przy wybitności równej 148 m. Położony jest we wschodniej części Gorganów, na zachodnim skraju kilkunastokilometrowego grzbietu, którego kulminację stanowi Syniak (1665 m). Najbliższe szczyty w tym paśmie to niewybitny Czar (1441 m) oraz Mały Gorgan (1592 m). Od grzbietu Doboszanki (1754 m) na północnym zachodzie Babiny Pohar oddzielony jest doliną potoku Zielenica (w górnym biegu nazywanego Zubrynką). Strumienie odwadniające północne i zachodnie zbocza góry stanowią dopływy Zubrynki (dorzecze Bystrzycy Nadwórniańskiej i dalej Dniestru). Stoki południowo-wschodnie odwadnia strumień Wilczyniec w dorzeczu Prutu. Wierzchołek jest porośnięty lasem świerkowym. 

## Ochrona przyrody i turystyka
Szczyt znajduje się na południowo-wschodnim skraju rezerwatu przyrody Gorgany oraz niespełna 500 m na zachód od granic Karpackiego Parku Narodowego.
Współcześnie przez Babiny Pohar prowadzi jeden, znakowany na czerwono Wschodniokarpacki Szlak Turystyczny. W kierunku zachodnim biegnie on głównym grzbietem, a jednocześnie skrajem rezerwatu, w kierunku przełęczy Stoły, a dalej na Płoskę i do Bystrzycy. Na wschód wiedzie przez Mały Gorgan, Syniak i Chomiak, a dalej do Mikuliczyna. W latach 30. XX wieku przez szczyt biegł Główny Szlak Karpacki, którego trasa po stronie zachodniej różniła się od współczesnego – sprowadzał do doliny Zubrynki, gdzie stało schronisko na Niżnej (i budowane w latach 1936–1939 nowe schronisko przy klauzie Zubrynki), skąd wiódł na Doboszankę i do Bystrzycy.
Na południowych stokach Babinego Poharu zlokalizowanych jest kilka wyciągów narciarskich stacji Bukowel. Z ośrodka prowadzi znakowany na żółto okrężny szlak pieszy łączący się poniżej wierzchołka z opisanym wyżej szlakiem czerwonym.

## Etymologia
Człon pohar w gwarze podkarpackiej języka ukraińskiego oznacza zgorzelisko, miejsce „po pożarze”.